# Rip Slyme
Rip Slyme fue una banda japonesa de Hip-hop compuesta por cuatro Mc: Ryo-Z, Ilmari, Pes & Su; además de un DJ, Fumiya. Su sonido es influenciado por bandas como The Pharcyde, De La Soul, Public Enemy, Jurassic 5, los Beastie Boys, DJ Premier y Leaders of the New School.
El 31 de octubre de 2018, el grupo anunció que suspendería todas sus actividades, por asuntos personales de unos miembros. El sitio web de Rip Slyme fue cerrado.

## Miembros
- Ryo-Z: Ryouji Narita (成田亮治 Narita Ryouji), nacido el 15 de julio de 1974.
- Ilmari: Keisuke Ogihara (荻原恵介 Ogihara Keisuke), nacido el 17 de junio de 1976.
- Pes: Masatsugu Chiba (千葉昌嗣 Chiba Masatsugu), nacido el 27 de diciembre de 1976.
- Su: Kazuto Ootsuki (大槻一人 Ootsuki Kazuto), nacido el 20 de noviembre de 1973.
- Fumiya: Fumiya Takeuchi (竹内文也 Takeuchi Fumiya), nacido el 14 de marzo de 1979.

## Historia
En 1998 lanzaron su primer álbum Talkin' Cheap. También tomaron parte en el Evento de Comunicación Total de la banda Dragon Ash. Tuvieron aún más éxito y firmaron un contrato con Warner en 2000.
En 2002 recibieron el premio a "Mejor Artista Nuevo" y "Mejor Grupo de Hip Hop" en los MTV Video Music Awards Japan. 
El mismo año lanzaron su álbum Tokyo Classic, que se convirtió en el primer álbum de hip hop en vender más de un millón de copias en Japón. Este álbum tenía un sonido comparado con el de James Brown con soul y funk. De este álbum se extrajeron los sencillos Funkastic y Rakuen Baby, que ganaron premios de MTV en Japón. Su sencillo Super Shooter es uno de los temas del anime Gantz.
Además este grupo destaca de otros por su variedad de estilos musicales, ya sea rap, hip hop, baladas, etc.
Ryo Z y Ilmari formaron otro proyecto llamado Teriyaki Boyz. Su primer sencillo Heartbreaker fue producido por Daft Punk.